# Ian Fleming
Ian Lancaster Fleming (Londres, 28 de maio de 1908 – Cantuária, 12 de agosto de 1964) foi um militar, escritor e jornalista britânico mais conhecido por escrever vários romances de espionagem protagonizados por sua criação, o agente secreto James Bond. Ele nasceu em uma família rica de ascendência escocesa, com seu pai tendo sido membro do Parlamento do Reino Unido por Henley de 1910 até sua morte na Frente Ocidental na Primeira Guerra Mundial em 1917. Fleming estudou em Eton, Sandhurst e, brevemente, nas universidades de Munique e Genebra, realizando diversos trabalhos até por fim estabelecer-se como jornalista.
Fleming foi recrutado pelo contra-almirante John Henry Godfrey para trabalhar na Divisão de Inteligência Naval durante a Segunda Guerra Mundial, envolvendo-se no planejamento da não-realizada Operação Goldeneye e no planejamento e supervisão de duas unidades de inteligência, a 30 Assault Unit e a T-Force. Seu serviço em tempos de guerra e sua posterior carreira como jornalista proporcionaram grande parte do pano de fundo, detalhes, inspiração e profundidade para seus romances de James Bond.
Ele escreveu Casino Royale, seu primeiro romance de Bond, em 1952. Foi um grande sucesso que levou à criação de mais onze romances e duas coleções de contos publicados entre 1953 e 1966, os dois últimos postumamente. Seus livros centravam-se em James Bond, um agente do Serviço Secreto Britânico conhecido por seu codinome 007. Seus livros estão entre os mais vendidos de ficção de todos os tempos, com mais cem milhões de cópias vendidas mundialmente, colocando-o como um dos autores mais renomados de seu tempo. Fleming também escreveu o infantojuvenil Chitty-Chitty-Bang-Bang e dois livros de não-ficção.
Fleming casou-se em 1952 com Ann Charteris, que divorciou-se de Esmond Harmsworth, 2º Visconde Rothermere, por conta de um caso com o autor. Fleming e Charteris tiveram um filho, Caspar. Fleming fumou e bebeu bastante durante a maior parte da sua vida adulta e morreu de um infarto agudo do miocárdio em 1964 aos 56 anos. Vários outros autores produziram histórias de Bond depois da sua morte. Sua criação também já apareceu na televisão e cinema, tendo sido interpretado por oito atores diferentes.

## Biografia

### Nascimento e família

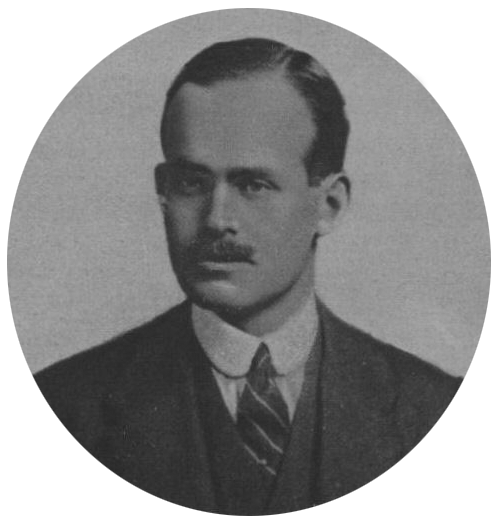
Valentine Fleming, pai de Ian

Ian Lancaster Fleming nasceu em 28 de maio de 1908 no número 27 da Rua Green em Mayfair, um rico distrito de Londres, no Reino Unido. Era o segundo filho de um total de quatro do casal Evelyn St. Croix Rose e Valentine Fleming, este um parlamentar que representou Henley de 1910 a 1917. Quando criança brevemente viveu com sua família em Braziers Park, em Oxfordshire. Fleming era neto de Robert Fleming, um financista escocês que cofundou o Truste de Investimento Escocês-Americano e o banco mercante Robert Fleming & Co..
A Primeira Guerra Mundial começou em meados de 1914 e Valentine Fleming se juntou ao Esquadrão "C" dos Hussardos de Oxfordshire da Rainha, parte do Exército Britânico, alcançando durante a guerra a patente de major. Ele foi morto na Frente Ocidental em 20 de maio de 1917 pela artilharia alemã. Winston Churchill escreveu um obituário para ele que foi publicado no jornal The Times. Valentine era dono de uma propriedade em Arnisdale, nas Terras Altas Escocesas, assim foi homenageado no Memorial de Guerra da vizinha Glenelg.
Peter, o irmão mais velho de Fleming, tornou-se um escritor de viagens e casou-se com a atriz Celia Johnson. Serviu junto aos Guardas Granadeiros na Segunda Guerra Mundial, depois foi encarregado pelo coronel Colin Gubbins de ajudar a criar as Unidades Auxiliares, uma força militar ultrassecreta e especializada, envolvendo-se em operações atrás das linhas inimigas na Noruega e na Grécia.
Os outros dois irmãos de Fleming, Richard e Michael, ambos mais novos, também lutaram na Segunda Guerra Mundial. O primeiro serviu com dois regimentos escoceses e também foi o pai do autor James Fleming. Michael morreu de seus ferimentos em outubro de 1940 depois de ser capturado na Normandia como parte da Infantaria Leve de Oxfordshire e Buckinghamshire. Por fim, Fleming também tinha uma meia-irmã materna mais nova nascida fora do casamento, a violoncelista Amaryllis Fleming, cujo pai era o pintor Augustus John. Amaryllis foi concebida durante um duradouro caso entre John e Evelyn que começou em meados de 1923, seis anos após a morte de Valentine.

### Educação e primeiros anos
Fleming, quando tinha seis anos de idade em 1914, foi estudar na Escola Durnford, uma escola preparatória que ficava em Isle of Purbeck, em Dorset. Ele não gostou da época que passou em Durnford, sofrendo de uma comida intragável, dificuldades físicas e intimidação por parte de colegas.

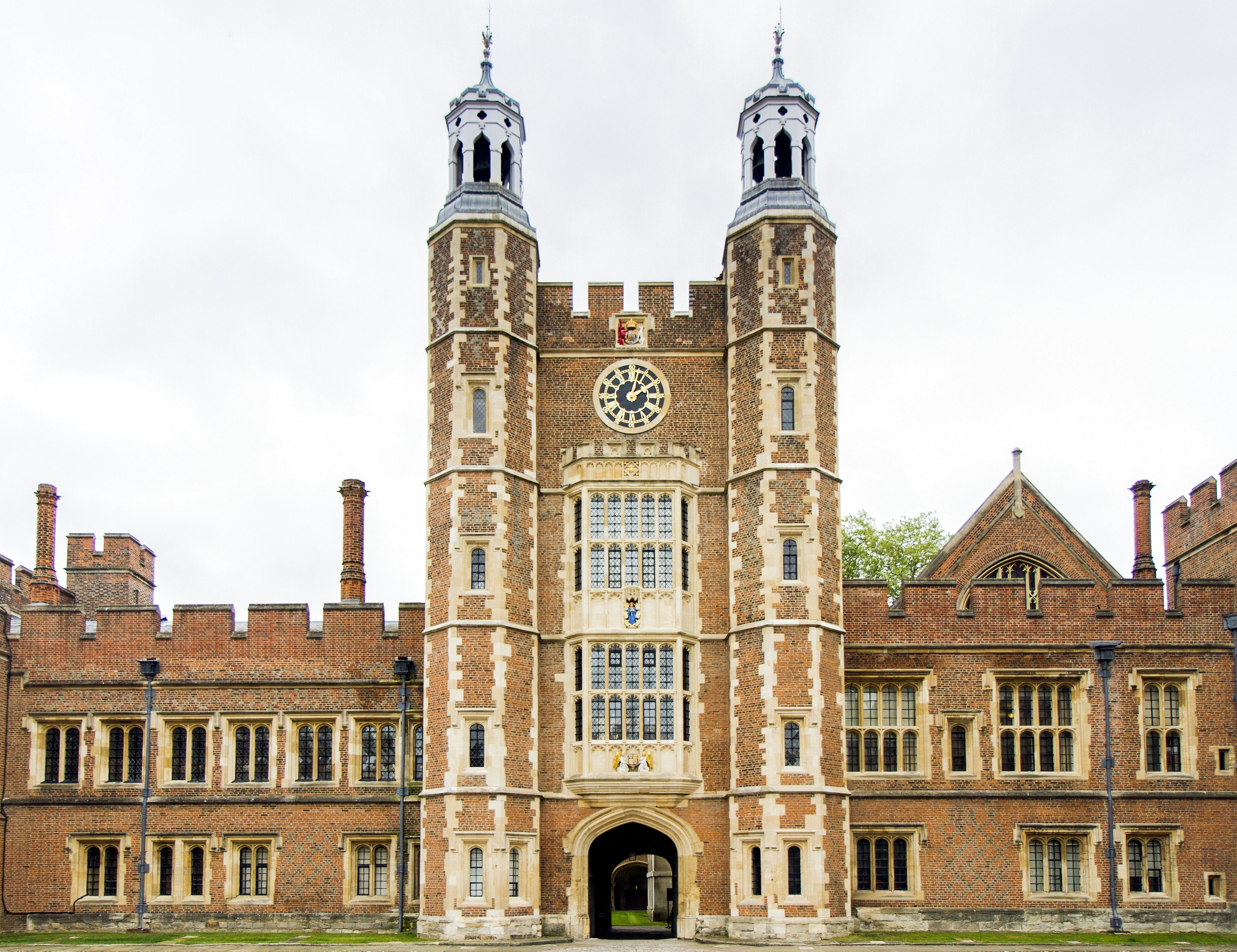
O Colégio Eton, onde Fleming estudou

Foi matriculado em 1921 no Colégio Eton, em Berkshire. Ele não excedeu academicamente, mas se destacou em atletismo e conquistou o título de Victor Ludorum (latim para "Vencedor dos Jogos") por dois anos entre 1925 e 1927. Também foi o editor do The Wyvern, a revista escolar. Seu estilo de vida em Eton o levou a entrar em conflito com E. V. Slater, seu senhorio, que desaprovava sua atitude, óleo capilar, o fato de ser dono de um carro e suas relações com mulheres. Slater conseguiu convencer Evelyn a tirar Fleming de Eton um semestre antes do esperado para colocá-lo em um curso especializado a fim de conseguir entrar no Real Colégio Militar de Sandhurst. Ele passou menos de um ano lá, saindo em 1927 sem conseguir uma comissão depois de pegar gonorreia.
Evelyn, com o objetivo de preparar o filho para possivelmente entrar no Escritório Estrangeiro, enviou Fleming em 1927 para Tennerhof em Kitzbühel, na Áustria, um pequena escola particular administrada por Ernan Forbes Dennis, um discípulo de Alfred Adler e ex-espião britânico, e sua esposa a romancista Phyllis Bottome. Ele melhorou suas capacidades linguísticas nessa escola, em seguida estudou brevemente na Universidade de Munique e na Universidade de Genebra. Fleming, enquanto estava nesta última, começou um romance com Monique Panchaud de Bottens e a pediu em casamento antes de voltar para Londres em setembro de 1931 para realizar sua prova do Escritório Estrangeiro. Ele conseguiu uma nota de aprovação adequada, mas não recebeu a oferta de emprego. Sua mãe interviu em seus assuntos e foi falar com sir Roderick Jones, chefe da agência de notícias Reuters, conseguindo em outubro de 1931 que o filho recebesse uma posição de subeditor e jornalista na agência. Fleming passou um tempo em abril de 1933 em Moscou, na União Soviética, onde cobriu a farsa judicial do julgamento de seis engenheiros da companhia britânica Metropolitan-Vickers. Enquanto estava na cidade pediu por uma entrevista com o líder soviético Josef Stalin, ficando surpreso ao receber uma mensagem assinada pessoalmente por Stalin pedindo desculpas por não poder aceitar o convite. Ao voltar de Moscou terminou o noivado com Monique depois de sua mãe ameaçar lhe tirar a herança.
Fleming cedeu às pressões familiares novamente em outubro de 1933 e foi trabalhar no setor financeiro com um cargo no banco Cull & Co.. Em 1935 foi trabalhar como corretor na Rowe and Pitman. Foi um fracasso nos dois cargos. Fleming conheceu no mesmo ano Muriel Wright enquanto esquiava em Kitzbühel, começando um relacionamento duradouro com ela. Wright morreu durante um bombardeio aéreo em 1944 durante a Segunda Guerra Mundial, com Fleming ficando tomada com culpa e remorso, e acredita-se que ela parcialmente serviu de inspiração para as mulheres de seus futuros romances. Em 1939 ele começou um caso com Ann Charteris, que na época era casada com lorde Shane O'Neill, 3º Barão O'Neill; ao mesmo tempo ela também estava tendo um caso com Esmond Harmsworth, herdeiro do Viscondado Rothermere e dono do Daily Mail.

### Segunda Guerra Mundial

O antigo prédio do Almirantado Britânico, onde Fleming trabalhou na Divisão de Inteligência Naval durante a Segunda Guerra Mundial

Fleming foi recrutado em maio de 1939 pelo contra-almirante John Henry Godfrey, o Diretor de Inteligência Naval da Marinha Real Britânica, para ser seu assistente pessoal. Ele entrou na organização em tempo integral em agosto, recebendo o codinome "17F" e trabalhando na Sala 39 do Almirantado Britânico. Segundo o biógrafo Andrew Lycett, Fleming tinha "qualificação óbvia alguma" para o trabalho. Como parte dessa nomeação foi comissionado em julho na Real Reserva de Voluntários Navais, inicialmente como tenente, mas foi promovido a tenente-comandante alguns meses depois.
Fleming provou-se muito valioso na posição de assistente pessoal de Godfrey e se sobressaiu especialmente na parte administrativa. Godfrey era bem conhecido como uma pessoa com uma personalidade abrasiva, o que acabou lhe rendendo inimigos nos círculos governamentais. Ele frequentemente usava Fleming como seu homem de ligação com outros setores da administração de guerra do governo, como o Serviço Secreto de Inteligência, o Executivo de Guerra Política, o Executivo de Operações Especiais, o Comitê Conjunto de Inteligência e o estado-maior do primeiro ministro.
Segundo o historiador Ben Macintyre, Godfrey começou a circular um memorando em 20 de setembro de 1939, algumas semanas depois do início da guerra, que "trazia todas as marcas registradas do... tenente-comandante Ian Fleming". Foi chamado de "Memorando da Truta" e comparava a enganação de um inimigo em tempos de guerra com pesca com mosca. O memorando continha sugestões de esquemas para serem usados contra o Eixo para atrair submarinos e navios de superfície para campos minados. A vigésima oitava sugestão era plantar documentos errôneos em um corpo que seria encontrado pelo inimigo, uma sugestão similar à da Operação Carne Moída de 1943, um plano concebido em outubro de 1942 por Charles Cholmondoley para esconder a planejada invasão da Sicília. Essa recomendação no Memorando da Truta tinha o título de "Uma Sugestão (uma não muito boa)", dizendo: "A seguinte sugestão é usada em um livro de Basil Thomson: um corpo vestido como um aviador, com despachos em seus bolsos, pode ser jogado no litoral, supostamente de um paraquedas que falhou. Compreendo que não há dificuldades de se obter corpos no Hospital Naval, porém, é claro, teria de ser um fresco".
Fleming e Godfrey entraram em contato em 1940 com Kenneth Mason, professor de geologia na Universidade de Oxford, sobre prepararem relatórios da geografia dos países envolvidos no conflito. Esses relatórios foram os precursores da série Naval Intelligence Division Geographical Handbook produzidos entre 1941 e 1946.
A Operação Impiedoso, um plano que tinha o objetivo de obter detalhes dos códigos Enigma usados pelos navios da Marinha de Guerra alemã, foi instigada por um memorando de Fleming para Godfrey de 12 de setembro de 1940. A ideia era obter uma aeronave bombardeira alemã, tripula-la com homens capazes de falar alemão e vestidos com uniformes da Luftwaffe, e então cair com o avião no Canal da Mancha. A tripulação atacaria seus socorristas alemães e então levaria sua embarcação com uma máquina Enigma de volta ao Reino Unido. A missão nunca foi realizada, o que muito irritou os criptoanalistas Alan Turing e Peter Twinn em Bletchley Park. Segundo Lucy Fleming, sobrinha de Fleming, um oficial da Força Aérea Real salientou que caso caíssem com um bombardeiro Heinkel no Canal da Mancha a aeronave provavelmente afundaria rapidamente.
Fleming também trabalhou com o coronel estadunidense William J. Donovan, representante especial do presidente Franklin D. Roosevelt para cooperação de inteligência entre Estados Unidos e Reino Unido. Fleming acompanhou Godfrey em uma viagem aos Estados Unidos em maio de 1941,  onde o ajudou a escrever a planta geral para o Escritório de Coordenação de Informação, o departamento que depois se transformaria no Escritório de Serviços Estratégicos e por fim na Agência Central de Inteligência (CIA).
Godfrey colocou Fleming no comando da Operação Goldeneye entre 1941 e 1942, um plano para manter uma estrutura de inteligência na Espanha caso a Alemanha resolvesse invadir e ocupar o país. O plano envolvia manter comunicações com o território de Gibraltar e lançar operações de sabotagem contra os alemães. Fleming conversou com Donovan em 1941 sobre o envolvimento estadunidense em uma medida com a intenção de garantir que os alemães não dominassem os mares.

#### 30 Assault Unit
Fleming criou em meados de 1942 uma unidade de comandos conhecida como Comando Nº 30 ou Unidade de Assalto 30 (30AU), composta por tropas especialistas em inteligência. O trabalho da 30AU deveria ocorrer próximo da linha de frente de um avanço, algumas vezes até mesmo na frente, com o objetivo de tomar documentos inimigos de locais previamente selecionados. A unidade foi baseada em um grupo alemão chefiado por Otto Skorzeny que tinha anteriormente realizado atividades similares em maio de 1941 durante a Batalha de Creta. Fleming achava que a unidade alemã era "uma das inovações mais espetaculares na inteligência alemã".
Ele não lutou em campo de batalha junto com a unidade, mas selecionou seus alvos e direcionou as operações a partir de um centro de comando na retaguarda. A unidade tinha trinta homens quando foi formada, porém esse número posteriormente cresceu em cinco vezes. A força estava cheia de soldados oriundos de outras unidades de comandos, tendo sido treinados nas instalações do Executivo de Operações Especiais em combate corpo a corpo, arrombamento de cofres e uso de gazuas. O então capitão Edmund Rushbrooke substituiu Godfrey na diretoria da Divisão de Inteligência Naval no final de 1942 e assim a influência de Fleming na organização diminuiu, porém ele mesmo assim manteve o controle da 30AU. Fleming não era popular com os membros da unidade, que não gostavam que do fato dele os chamar de seus "Índios Vermelhos".
A maioria das operações da 30AU ocorreram no Mar Mediterrâneo até os Desembarques da Normandia em 1944, porém é possível que ela secretamente participou do Ataque a Dieppe na França em uma tentativa fracassada de conseguir uma Enigma e materiais relacionados. Fleming observou a ação a bordo do contratorpedeiro de escolta HMS Fernie a mais de seiscentos metros do litoral. A 30AU tornou-se muito confiada pela inteligência naval por conta de suas operações de sucesso na Sicília e na Itália.
Fleming supervisionou em março de 1944 a distribuição de inteligência para unidades da Marinha Real em preparação para a Operação Overlord. Foi substituído como chefe da 30AU em 6 de junho de 1944, mas manteve algum envolvimento. Ele visitou a unidade no campo durante e após a invasão da Normandia, especialmente depois de um ataque a Cherbourg pelo qual achou que a unidade tinha sido incorretamente usada como comandos regulares em vez de uma força de coleta de informações. Isto desperdiçou suas habilidades especializadas, arriscou sua segurança em operações que não justificavam o uso de agentes tão especializados e ameaçava a coleta de informações. O uso dessas unidades foi depois revisto. Fleming também acompanhou a 30AU para a Alemanha depois dela ter localizado arquivos navais de 1870 no Castelo de Tambach.
Ele foi enviado em dezembro de 1944 em uma viagem de busca de informações no Extremo Oriente em nome do agora contra-almirante Rushbrooke. Boa parte da viagem foi gasta procurando oportunidades para a 30AU na região do Oceano Pacífico, porém a unidade pouco fez por causa da Rendição do Japão em agosto de 1945.

#### T-Force
O sucesso da 30AU levou em agosto de 1944 à decisão de estabelecer a Target Force, também conhecida como T-Force. A função principal da unidade foi definida como "proteger e assegurar documentos, pessoas e equipamentos com pessoal de combate e inteligência depois de captura de cidades grandes, portos etc. em território liberado e inimigo".

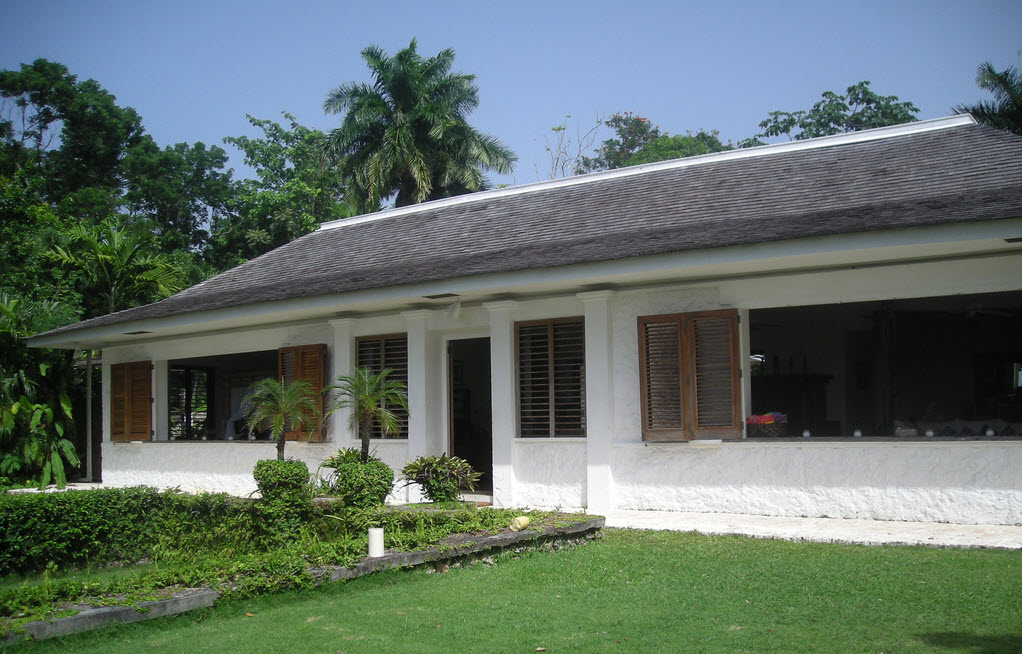
Goldeneye, casa na Jamaica que Fleming construiu depois da guerra e onde escreveu todos os romances de Bond

Fleming foi nomeado para o comitê que selecionava os alvos da T-Force, listando-os nos "livros negros" que eram emitidos para os oficiais da unidade. O componente de infantaria era composto em parte pelo 5º Batalhão do Regimento do Rei, dando apoio para o Segundo Exército. A unidade era responsável por assegurar alvos do interesse militar britânico, incluindo laboratórios nucleares, centros de pesquisa de gases e determinados cientistas de foguete. As descobertas mais notáveis da T-Force vieram durante o avanço sobre o porto de Kiel, dentro de um centro de pesquisa para motores usados no foguete V-2, caças Messerschmitt Me 163 Komet e submarinos de alta velocidade. Fleming posteriormente usou elementos das atividades da T-Force em seus livros, especialmente em Moonraker.
Fleming compareceu em 1942 a uma cúpula de inteligência anglo-americana realizada na Jamaica e, apesar da chuva constante durante toda a visita, decidiu que iria viver na ilha assim que a guerra terminasse. Seu amigo Ivar Bryce o ajudou a achar um terreno na Paróquia de Santa Maria onde, em 1945, Fleming construiu uma casa que chamou de Goldeneye. Sua residência principal continuou sendo em Londres. Foi nessa casa que ele posteriormente escreveu seus romances, mas seu nome tem muitas fontes possíveis. O próprio Fleming mencionou a Operação Goldeneye da Segunda Guerra Mundial e o romance Reflections in a Golden Eye de Carson McCullers, que descrevia o uso de bases navais britânicas na região do Caribe pela Marinha dos Estados Unidos.
Fleming foi desmobilizado ao final da guerra em maio de 1945, mas permaneceu na Real Reserva de Voluntários Navais, sendo promovido em 26 de julho de 1947 para tenente-comandante (Ramo Especial). Ele foi condecorado em outubro de 1947 com a Medalha da Liberdade do Rei Cristiano X por suas contribuições na ajuda a oficiais dinamarquesas fugindo da Dinamarca para o Reino Unido durante a ocupação alemã. Seu serviço militar terminou em 16 de agosto de 1952, quando foi removido da lista ativa.

### Pós-guerra
Fleming, ao ser desmobilizado da marinha, se tornou o gerente estrangeiro do grupo midiático Kemsley, na época dono do jornal The Sunday Times. Nesta função supervisionou a rede mundial de correspondentes do jornal. Seu contrato lhe permitia três meses de férias todo o inverno, período que ele passava na Jamaica. Fleming trabalhou no The Sunday Times em tempo integral até dezembro de 1959, mas continuou a escrever artigos e comparecer às reuniões semanais de terça-feira até pelo menos 1961.
Lorde O'Neill, o primeiro marido de Ann Charteris, morreu na guerra em outubro de 1944 e ela esperava se casar com Fleming, mas ele escolheu permanecer solteiro. Charteris então se casou em 28 de junho de 1945 com Harmsworth, nesta altura já o 2º Visconde Rothermere. Charteris mesmo assim continuou seu caso com Fleming, viajando muitas vezes para a Jamaica a fim de encontrá-lo mas sob o pretexto de ir visitar o escritor Noël Coward, amigo e vizinho de Fleming. Ela deu à luz em 1948 uma filha de Fleming, Mary, que nasceu natimorta. Rothermere se divorciou de Charteris em 1951 por causa do relacionamento desta com Fleming, com os dois finalmente se casando em março de 1952 na Jamaica, alguns meses antes de seu filho Caspar nascer em agosto. Tanto Fleming quanto Charteris mantiveram casos extraconjugais, ela com Hugh Gaitskell, o Líder do Partido Trabalhista e Líder da Oposição. Fleming, por sua vez, manteve um duradouro caso com Blanche Blackwell, uma de suas vizinhas na Jamaica.

### Década de 1950
Fleming primeiro mencionou seu desejo de escrever um romance de espionagem para amigos durante a Segunda Guerra Mundial, uma ambição que alcançou em apenas dois meses com Casino Royale Ele começou a escrever o livro em Goldeneye em 17 de fevereiro de 1952 e terminou até meados de março, escrevendo em média duas mil palavras por dia. Fleming afirmou posteriormente que escreveu o romance com o objetivo de se distrair de seu casamento iminente, voltando para casa e chamando seu trabalho de "obra idiota e terrível". Seu manuscrito foi datilografado em Londres por Joan Howe, sua secretária ruiva no jornal The Times e a inspiração parcial por trás da personagem de Moneypenny. Clare Blanchard, uma ex-namorada, lhe aconselhou a não publicar o livro, ou pelo menos o fazê-lo sob algum pseudônimo.
Fleming deixou que seu amigo William Plomer lesse uma cópia nos estágios finais de escrita, comentando que "até onde posso ver o elemento de suspense está completamente ausente". Entretanto, Plomer achou que era promissor o bastante e enviou uma cópia para a editora Jonathan Cape. Esta inicialmente não demonstrou entusiasmo, mas foi persuadida a publicá-lo pela recomendação de Peter, irmão de Fleming, um escritor de viagens cujos livros a editora lidava. Casino Royale foi publicado no Reino Unido em 13 de abril de 1953, tendo uma capa desenhada pelo próprio Fleming. Foi um enorme sucesso e três tiragens precisaram ser impressas para lidar com a demanda.
O romance acompanha as aventuras de James Bond, um oficial do Serviço Secreto de Inteligência. Bond também era conhecido por seu codinome, 007, e era um comandante na Reserva Naval Real. Fleming pegou o nome do personagem do ornitólogo estadunidense James Bond, um especialista em pássaros caribenhos e autor do guia Birds of the West Indies. Fleming, um assíduo observador de aves, tinha uma cópia do livro e posteriormente explicou para a esposa de Bond que "aquele nome breve, nada romântico, anglo-saxão e ainda assim muito masculino era exatamente o que eu precisava, e assim um segundo James Bond nasceu". Ela elaborou mais em 1962 durante uma entrevista para a revista The New Yorker: "eu queria que Bond fosse um homem extremamente tedioso e desinteressante a quem coisas aconteceram; eu queria que ele fosse um instrumento cego ... quando eu estava caçando por aí por um nome para meu protagonista eu pensei, 'Por Deus, [James Bond] é o nome mais maçante que eu já ouvi'".

Esboço da concepção que Fleming tinha de Bond

Fleming baseou sua criação em pessoas que conheceu durante sua época na Divisão de Inteligência Naval, admitindo que o personagem "era um composto de todos os tipos de agentes secretos e comandos que eu conheci durante a guerra". Dentre esses estava seu irmão Peter, quem ele idolatrava, e que tinha se envolvido em operações na Noruega e Grécia durante a guerra. Fleming concebeu Bond parecido com músico estadunidense Hoagy Carmichael; outros, como o historiador Ben Macintyre, identificaram aspectos do próprio visual de Fleming na descrição do personagem. Referências genéricas nos romances descrevem Bond como tendo um "visual sombrio, um tanto cruel".
O autor também modelou aspectos de Bond a partir de lorde Conrad O'Brien-ffrench, 2º Marquês de Castelthomond e um espião que tinha conhecido em Kitzbühel na década de 1930; Patrick Dalzel-Job, um comando que serviu na 30AU durante a guerra; e Wilfred Dunderdale, chefe da estação do Serviço Secreto de Inteligência em Paris, que usava abotoaduras e ternos sob medida e que era dirigido pela cidade em um Rolls-Royce. Sir Fitzroy Maclean, 1º Baronete, também foi uma possível inspiração para o personagem a partir de seu trabalho na guerra atrás das linhas inimigas nos Bálcãs, bem como o agente duplo Duško Popov. Fleming também deu a Bond várias de suas próprias características, incluindo seu mesmo handicap de golfe, seu gosto por ovos mexidos, seu amor por jogos de azar e as mesmas marcas de produtos de uso pessoal.
Fleming passou a usar suas férias anuais em Goldeneye para escrever novas histórias. Foram publicados entre 1953 e 1966 doze romances de Bond e duas coleções de contos, as duas últimas obras de forma póstuma. Boa parte dos panos de fundo das histórias veio do seu trabalho anterior na Divisão de Inteligência Naval ou de eventos que ele sabia da Guerra Fria. Por exemplo, o enredo de From Russia, with Love usa a ficcional máquina decodificadora soviética Spektor para atrair Bond para uma armadilha; a Spektor era baseada na alemã Enigma. O elemento de enredo do mesmo livro de espiões no Expresso do Oriente foi baseado na história de Eugene Karp, um adido naval e agente de inteligência estadunidense em Budapeste, na Hungria, que em fevereiro de 1950 pegou o Expresso do Oriente com destino a Paris levando consigo vários documentos sobre redes de espiões estadunidenses descobertos no Bloco Oriental. Assassinos soviéticos já estavam no trem. O condutor foi drogado e o corpo de Karp foi encontrado depois em um túnel ao sul de Salzburgo, na Áustria.
Muitos dos nomes usados para personagens dos livros vinham de pessoas que Fleming conhecia. Por exemplo, o sobrenome de Francisco Scaramanga, o vilão de The Man with the Golden Gun, veio de um antigo colega de Eton com quem Fleming havia brigado; o vilão Auric Goldfinger de Goldfinger foi nomeado a partir do arquiteto Ernő Goldfinger, quem Fleming detestava; sir Hugo Drax, o antagonista de Moonraker, foi nomeado a partir do almirante sir Reginald Drax, um conhecido de Fleming; Krebs, o assistente do ficcional Drax, foi nomeado a partir do general de infantaria Hans Krebs, o último Chefe do Estado-Maior de Adolf Hitler; o apelido de "Boofy" Kidd, um dos vilões homossexuais de Diamonds Are Forever, veio de seu amigo, e parente de sua esposa, lorde Arthur Gore, 8ª Conde de Arran, que era conhecido entre seus amigos como "Boofy".
A primeira obra de não-ficção de Fleming foi The Diamond Smugglers, publicado em 1957 e baseado em pesquisas que tinha feito para seu quarto livro de Bond, Diamonds Are Forever. Boa parte do material já tinha sido publicado no The Sunday Times e foi baseado em entrevistas que Fleming fez com John Collard, um membro da Organização Internacional de Segurança de Diamantes e que tinha anteriormente trabalhado no Serviço de Segurança. A obra teve uma recepção mista por parte da crítica.
Fleming gozou de críticas em sua grande maioria positivas para seus primeiros cinco livros. Isto começou a mudar em março de 1958 quando o crítico e acadêmico literário Bernard Bergonzi, no jornal Twentieth Century, atacou as obras de Fleming como contendo "uma forte tendência ao voyeurismo e ao sadomasoquismo" e que mostravam "a total ausência de qualquer quadro de referência ético". O artigo também comparou o autor desfavoravelmente com os escritores John Buchan e Raymond Chandler tanto em questões morais quanto literárias. Dr. No foi publicado um mês depois e Fleming recebeu críticas pesadas de críticos que, segundo o biógrafo Ben Macintyre, "cercaram Fleming, quase como uma alcateia". A mais virulenta veio do jornalista Paul Johnson do jornal New Statesman, que começou sua resenha com: "Acabei de terminar aquilo que é, sem dúvida, o livro mais nojento que já li". Ele prosseguiu dizendo que havia "três ingredientes básicos em Dr. No, todos insalubres, todos completamente ingleses: o sadismo de um valentão escolar, os desejos sexuais mecânicos e bidimensionais de um adolescente frustrado e os desejos grosseiros e esnobes de um adulto suburbano".
Lycett comentou que Fleming "entrou em um declínio pessoal e criativo" depois de problemas conjugais e os ataques contra sua obra. O livro seguinte produzido após as críticas foi For Your Eyes Only, uma coleção de contos oriundos de rascunhos para uma série de televisão que não foi adiante. Lycett destacou que, enquanto Fleming ia escrevendo os roteiros de televisão e os contos, seu "estado de espírito de cansaço e dúvida começava a afetar a sua escrita", algo que pode ser visto nos pensamentos de Bond.

### Década de 1960
Fleming foi contratado em 1960 pela Kuwait Oil Company para escrever um livro sobre o país e sua indústria petrolífera. O governo do Kuwait desaprovou o resultado final, chamado State of Excitement: Impressions of Kuwait, e a obra nunca foi publicada. Segundo Fleming: "A Companhia Petrolífera expressou aprovação sobre o livro, mas achou que era seu dever apresentar o texto para membros do Governo do Kuwait para sua aprovação. Os Xeques em questão acharam intragáveis certos comentários e críticas leves e especialmente passagens que se referiam ao passado aventuroso do país que agora deseja ser 'civilizado' em todos os aspectos e esquecer suas origens românticas".
Após For Your Eyes Only ele escreveu Thunderball, uma romantização de um roteiro de cinema que tinha criado com outras pessoas. Os trabalhos começaram em 1958 quando Bryce apresentou Fleming ao roteirista e diretor irlandês Kevin McClory, com os três, mais Ernest Cuneo, amigo de Fleming e Bryce, criando um roteiro. McClory trouxe em outubro o experiente roteirista Jack Whittingham, com McClory e Whittingham enviando a Fleming em dezembro de 1959 outro roteiro. O autor estava tendo dúvidas sobre o envolvimento de McClory e assim explicou em janeiro de 1960 sua intenção de levar o roteiro para a MCA com uma recomendação de si e Bryce para que McClory fosse o produtor. Fleming também disse que caso a MCA rejeitasse o filme por causa do envolvimento de McClory, este então deveria se vender para a MCA, deixar o acordo ou processar.
Fleming escreveu Thunderball entre janeiro e março de 1960 em Goldeneye a partir do roteiro escrito por si mesmo, McClory e Whittingham. McClory leu uma cópia adiantada do livro em março do ano seguinte e imediatamente foi para a Alta Corte de Justiça junto com Whittingham pedir uma liminar para impedir a publicação. Fleming, após duas ações judiciais, a segunda em novembro, ofereceu um acordo extrajudicial para McClory. Este ficou com os direitos literários e cinematográficos do roteiro, enquanto Fleming ficou com os direitos do romance, contanto que reconhecesse que tinha sido "baseado em um tratamento de roteiro por Kevin McClory, Jack Whittingham e o Autor".
As obras de Fleming sempre tiveram bons números de vendas, mas em 1961 elas cresceram enormemente. From Russia, with Love, quatro anos depois de sua publicação e três anos depois das críticas contra Dr. No, foi listado em 17 de março em um artigo da revista Life como um dos dez livros favoritos do presidente estadunidense John F. Kennedy. Fleming e Kennedy tinham anteriormente se encontrado em Washington. Esse destaque, mais toda a publicidade que veio junto, levou a um salto de vendas que fez do Fleming o autor de ficção policial mais vendido nos Estados Unidos. Fleming considerava From Russia, with Love como seu melhor romance, mas ainda assim reconheceu que "a melhor coisa é que cada um dos livros parece ser o favorito com uma ou outra parte do público e nenhum até agora foi completamente repudiado".
Fleming sofreu um infarto agudo do miocárdio em abril de 1961, pouco antes do segundo caso judicial sobre Thunderball, durante uma das reuniões semanais no The Sunday Times. Enquanto convalescia, seu amigo Sir George Duff-Sutherland-Dunbar lhe presenteou com uma cópia do livro The Tale of Squirrel Nutkin, de Beatrix Potter, sugerindo que Fleming escrevesse a história de ninar que o autor costumava contar para seu filho Caspar todas as noites. Ele abordou o projeto com entusiasmo e escreveu para seu editor, Michael Howard da Jonathan Cape, brincando que "Não há um único momento, mesmo à beira da tumba, quando não estou trabalhando como escravo para você". O resultado foi Chitty-Chitty-Bang-Bang: The Magical Car, o único livro infantojuvenil de Fleming, que foi publicado em outubro de 1964, dois meses após sua morte.
Fleming vendeu em junho de 1961 os direitos cinematográficos de todos os seus romances e contos de Bond, passados e futuros, para o produtor canadense Harry Saltzman. Este formou a produtora Eon Productions junto com o produtor estadunidense Albert R. Broccoli e, após uma enorme procura, contrataram o ator escocês Sean Connery para estrelar seis filmes como James Bond, depois reduzidos para cinco. O primeiro, Dr. No, estreou no ano seguinte. A interpretação de Connery afetou o personagem literário; em You Only Live Twice, o primeiro romance escrito após o lançamento do filme Dr. No, Fleming deu a Bond um senso de humor ausente nas histórias anteriores.
Thrilling Cities, o segundo livro de não-ficção de Fleming, foi publicado em novembro de 1963. Era uma coleção de artigos para o The Sunday Times sobre suas impressões de várias cidades pelo mundo visitadas em 1959 e 1960. O produtor estadunidense Norman Felton entrou em contato com Fleming em 1964 para escreverem uma série de espionagem para a televisão, com o autor propondo várias ideias, incluindo nomes de personagens que apareceram em The Man from U.N.C.L.E.. Entretanto, Fleming deixou o projeto após um pedido da Eon, que queria evitar quaisquer problemas jurídicos que pudessem ocorrer caso o projeto se sobrepusesse com os filmes de Bond.
Fleming foi para Goldeneye em janeiro de 1964 para aquelas que seriam suas últimas férias e escreveu o primeiro rascunho de The Man with the Golden Gun. Ele ficou insatisfeito com o resultado e escreveu para Plomer, nesta altura o editor de texto de seus romances, pedindo permissão para que fosse reescrito. Fleming ficou cada vez mais infeliz com o livro e considerou reescrevê-lo por completo, mas foi dissuadido por Plomer, que o considerou viável para publicação.

### Morte

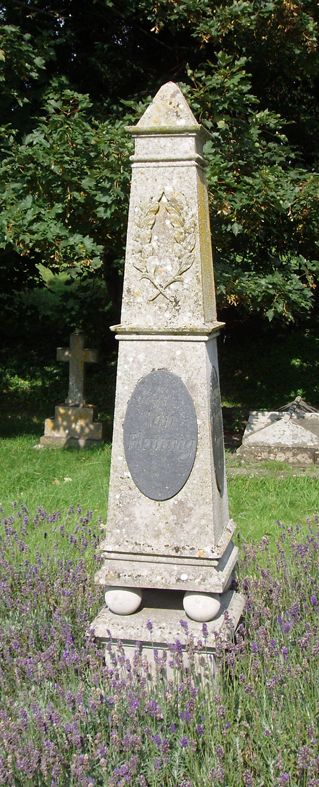
O túmulo e memorial de Fleming em Sevenhampton

Fleming fumou e bebeu muito durante toda sua vida adulta, sofrendo de doença cardiovascular. Ele teve dificuldade de se recuperar do infarto sofrido em 1961. Fleming estava hospedado em um hotel na Cantuária em 11 de agosto de 1964 e foi para o Real Golfe Clube de São Jorge almoçar, enquanto de noite jantou em seu hotel com amigos. O dia tinha sido cansativo e ele desmaiou pouco depois do jantar sofrendo de outro infarto. Ele morreu aos 56 anos de idade no Hospital de Kent e Cantuária na manhã de 12 de agosto, dia do aniversário de doze anos de seu filho Caspar. Suas últimas palavras registradas foram uma desculpa para a equipe da ambulância pela inconveniência: "Lamento incomodá-los, rapazes. Não sei como vocês conseguem ir tão rápido com o trânsito das estradas hoje em dia". Foi enterrado no cemitério da igreja de Sevenhampton, perto de Swindon.
The Man with the Golden Gun e Octopussy and The Living Daylights, os dois últimos livros de Fleming, foram publicados postumamente. O primeiro foi publicado oito meses após sua morte em abril de 1965 e Fleming não tinha passado a obra pelo processo completo de edição. Consequentemente, a editora Jonathan Cape achava que o romance era muito raso e "fraco". A editora passou o manuscrito para o autor Kingsley Amis ler, mas suas sugestões de mudanças não foram utilizadas. O biógrafo Henry Chandler destacou que The Man with the Golden Gun "recebeu resenhas educadas e um tanto tristes, reconhecendo que o livro na prática tinha sido deixado meio acabado e assim não representava Fleming no seu melhor". Octopussy and The Living Daylights foi publicado em junho de 1966 inicialmente contendo apenas dois contos, mas edições posteriores adicionaram outros dois.
Caspar, o único filho de Fleming, cometeu suicídio em outubro de 1975 com uma overdose de medicamentos, sendo enterrado no cemitério de Sevenhampton ao lado de seu pai. Ann, viúva de Fleming, morreu em 1981 e foi enterrada ao lado de seu marido e filho.

## Escrita
O autor Raymond Benson, que depois escreveu vários romances de Bond, comentou que os livros de Fleming se encaixam em dois períodos estilísticos. Aqueles escritos entre 1953 e 1960 tendem a se concentrar em "ambientação, desenvolvimento de personagem e avanço do enredo", enquanto os restantes incorporam mais detalhes e imagens. Benson argumentou que, na época em que Fleming escreveu Thunderball em 1961, ele tinha se tornado "um mestre contador de histórias".
O historiador Jeremy Black dividiu a série a partir dos vilões, uma divisão apoiada pelo colega acadêmico Christoph Lindner. Desta forma, Casino Royale até For Your Eyes Only são classificados como "histórias da Guerra Fria", com a SMERSH como antagonista". Estes foram seguidos por Ernst Stavro Blofeld e a SPECTRE como os oponentes de Bond em Thunderball, On Her Majesty's Secret Service e You Only Live Twice, depois das relações entre ocidente e oriente no mundo real terem melhorado. Black e Lindner classificam os livros restantes, The Man with the Golden Gun, Octopussy and The Living Daylights e The Spy Who Loved Me, como "as histórias posteriores de Fleming".

### Estilo e técnica
Fleming comentou que "apesar de suspenses talvez não sejam Literatura com L maiúsculo, é possível escrever o que melhor posso descrever como 'suspenses projetados para serem lidos como literatura'". Ele nomeou Raymond Chandler, Dashiell Hammett, Eric Ambler e Graham Greene como influências. William Cook da revista New Statesman considerou que Bond era "o ápice de uma tradição importante mas muito difamada na literatura inglesa. Fleming, quando menino, devorou os contos de Bulldog Drummond pelo tenente-coronel Herman Cyril McNeile e as histórias de Richard Hannay por John Buchan. Sua genialidade foi reembalar essas aventuras antiquadas para encaixarem-se na moda do Reino Unido pós-guerra... Em Bond, ele criou o Bulldog Drummond da era a jato". O ensaísta Umberto Eco considerou que Mickey Spillane foi outra grande influência.
Fleming escreveu em maio de 1963  um artigo para a revista Books and Bookmen em que descrevia sua abordagem para escrever os livros de Bond, explicando que "Eu escrevo por cerca de três horas pela manhã ... e faço outra hora de trabalho entre seis e sete da noite. Nunca corrijo nada ou volto atrás para ver o que escrevi ... Pela minha fórmula, você escreve duas 2 000 palavras por dia". Benson identificou no estilo do autor aquilo que descreveu como a "Varredura Fleming", o uso de "ganchos" no final dos capítulos a fim de aumentar a tensão e empurrar o leitor para o capítulo seguinte. Os ganchos são combinados com o que o autor Anthony Burgess chamou de "um estilo jornalístico intensificado" com o objetivo de produzir "uma velocidade de narrativa que apressa o leitor a ultrapassar cada ponto de perigo da zombaria".
Eco analisou as obras de Fleming do ponto de vista estruturalista, identificando uma série de oposições nas histórias que davam estrutura e narrativa, incluindo:
- Bond—M
- Bond—Vilão
- Vilão—Mulher
- Mulher—Bond
- Mundo livre—União Soviética
- Reino Unido—Países não anglo-saxões
- Dever—Sacrifício
- Cupidez—Ideiais
- Amor—Morte
- Acaso—Planejamento
- Luxo—Desconforto
- Excesso—Moderação
- Perversão—Inocência
- Lealdade—Desonra

Eco destacou que os vilões tendiam a vir da Europa Central, de países eslavos ou mediterrâneos, tendo etnia mista e "origens complexas e obscuras". Eram geralmente assexuados ou homossexuais, inventivos, organizacionalmente astutos e ricos. Black observou a mesma coisa: "Fleming não usou inimigos de classe para seus vilões, usando em vez disso distorções físicas ou identidade étnica ... Ademais, no Reino Unido vilões estrangeiros usavam servos e empregados estrangeiros ... Este racismo refletiu não apenas em um destacado tema de escrita de aventura entre guerras, como os romances de Buchan, mas também na cultura literária ampla". A escritora Louise Welsh comentou que "Live and Let Die explora a paranoia que alguns setores da sociedade branca estavam sentindo" com os movimentos de direitos civis desafiando preconceito e inequalidade.
Fleming usou marcas conhecidas e detalhes do dia a dia para produzir uma sensação de realismo. Amis chamou isso de "o efeito Fleming", descrevendo-o como "o uso imaginativo de informação, em que a natureza fantástica que permeia o mundo de Bond ... [é] presa a algum tipo de realidade, ou pelo menos contrabalançado".

### Principais temas

#### Declínio britânico
Os livros de Bond começaram a serem escritos em um Reino Unido pós-Segunda Guerra Mundial, quando o país ainda era uma potência imperial. O Império Britânico entrou em declínio à medida que a série foi progredindo; Cook observou que "Bond bajulava a autoimagem inflada e cada vez mais insegura do Reino Unido, nos lisonjeando com a fantasia de que a Britannia ainda poderia dar um soco forte". Esse declínio do poder britânico foi referenciado em vários romances; por exemplo, em From Russia, with Love se manifestou nas conversas entre Bond e Darko Kerim, quando Bond admite que na Inglaterra "Não mostramos mais os dentes – só as gengivas". O tema aparece mais fortemente em You Only Live Twice em conversas de Bond com Tiger Tanaka. Fleming estava bem ciente da perda do prestígio britânico na década de 1950 e início da década de 1960, especialmente durante o Confronto Indonésia-Malásia, fazendo com que Tanaka acusasse o Reino Unido de jogar fora seu império "com as duas mãos".
Black destacou as deserções de quatro agentes do MI6 para a União Soviética como tendo um enorme impacto em como a inteligência estadunidense enxergava o Reino Unido. A última deserção foi aquela de Kim Philby em janeiro de 1963, enquanto Fleming estava escrevendo o primeiro rascunho de You Only Live Twice. A conversa entre Bond e M nesse livro é a primeira vez em doze romances que Fleming reconhece essas deserções. Black comentou que essa conversa permitiu que o autor discutisse o declínio britânico, tendo as deserções e o Caso Profumo como pano de fundo. Duas deserções tinham acontecido pouco antes de Fleming escrever Casino Royale, com o livro podendo ser visto como uma "tentativa de refletir a perturbadora ambiguidade moral do mundo pós-guerra que poderia produzir traidores como Burgess e Maclean".
Na altura do final da série, quando o romance The Man with the Golden Gun foi escrito, um inquérito independente foi realizado pelo judiciário da Jamaica, enquanto a CIA e o MI6 foram registrados como agindo "sob a ligação e direção próxima dos jamaicanos"; segundo Black, este era o novo mundo não colonial de uma Jamaica independente, destacando ainda mais o declínio do Império Britânico. Este declínio também foi refletido com Bond usando equipamentos e pessoal estadunidenses em vários dos romances. Geopolíticas incertas e em mutação fizeram Fleming substituir a organização soviética SMERSH como antagonista pelo grupo terrorista internacional SPECTRE em Thunderball, permitindo um "mal sem restrições de ideologia". Black argumentou que a SPECTRE proporcionou uma certa continuidade nas últimas histórias da série.

#### Estados Unidos
Os romances de Bond também lidaram com a questão das relações anglo-estadunidenses. Tensões surgiram após o fim da Segunda Guerra Mundial entre o governo britânico tentando manter seu império e o desejo estadunidense de uma nova ordem capitalista, mas Fleming não se focou nisso diretamente, em vez disso criando "uma impressão de normalidade do domínio imperial e ação britânicos". O autor Christopher Hitchens observou que "o paradoxo central das histórias clássicas de Bond é que, apesar de superficialmente dedicadas à guerra anglo-americana contra o comunismo, elas estão cheias de desprezo e ressentimento pela América e os americanos". Amis destacou que Felix Leiter era "tal nulidade como uma peça de caracterização ... ele, o americano, recebe ordens de Bond, o britânico, e Bond está constantemente indo melhor do que ele".
Em Live and Let Die, Dr. No e Goldfinger, Bond é o agente britânico que precisa resolver um problema estadunidense. Black destacou que apesar de serem ativos estadunidenses em perigo em Dr. No, é um agente britânico e um navio britânico com soldados britânicos que são enviados para solucionar a questão. Fleming ficou ficando cada vez mais invejoso dos Estados Unidos, com seus comentários em You Only Live Twice refletindo isso; as respostas de Bond para os comentários de Tanaka refletem o declínio do relacionamento entre Reino Unido e Estados Unidos, um grande contraste para o relacionamento cooperativo e afetuoso entre Bond e Leiter nos livros anteriores.

#### Efeitos da guerra
Os efeitos da Segunda Guerra Mundial são um tema recorrente na série. Macintyre considerou que Bond era "o antídoto ideal para a austeridade, racionamento e premonição iminente de poder perdido do pós-guerra do Reino Unido", época em que carvão e muitos alimentos ainda eram racionados. Fleming muitas vezes usou a guerra como um meio de estabelecer o bem e o mau em personagens: o vilão Hammerstein do conto "For Your Eyes Only" é um ex-oficial da Gestapo, enquanto o simpático coronel Johns da Real Polícia Montada do Canadá serviu no Oitavo Exército britânico sob o marechal Bernard Montgomery. Similarmente, Drax de Moonraker é um "nazista alemão megalomaníaco que se mascara como um cavalheiro inglês", enquanto seu assistente Krebs é um alemão com o mesmo nome do general Hans Krebs. Nisto, Fleming "explora outra antipatia cultural britânica da década de 1950. Alemães, após a Segunda Guerra Mundial, tornaram-se outro alvo fácil e óbvio para má publicidade". A ameaça do ressurgimento da Alemanha foi superada pela Guerra Fria à medida que a série foi progredindo, com os romances consequentemente mudando de foco.

#### Camaradagem
O tópico de camaradagem e amizade surge periodicamente na série com um aliado masculino que trabalha com Bond em uma missão. Benson acreditou que os relacionamentos que Bond ter com seus aliados "adiciona outra dimensão ao personagem de Bond e, no final, à continuidade temática dos romances". Em Live And Let Die, Quarrel e Leiter representam a importância de amigos homens e aliados, algo visto especialmente na resposta de Bond ao ataque de tubarão contra Leiter; Beston destacou que "a lealdade que Bond sente por seus amigos é tão forte quanto seu comprometimento com o trabalho". Quarrel é "um aliado indispensável" em Dr. No. Benson não enxergou um elemento de discriminação racial no relacionamento entre os dois homens, destacando que Bond sente um remorso e tristeza genuínos pela morte de Quarrel.

#### Outros temas
O tema de traição foi forte na série desde Casino Royale. Le Chiffre, o alvo de Bond nesse livro, o tesoureiro de uma organização sindical comunista francesa, com as conotações de quinta-coluna tocando os leitores em grande parte britânicos, pois a influência comunista nos sindicatos era na época uma questão na imprensa e no parlamento, especialmente depois das deserções de Burgess e Maclean em 1951. O tema de "traidor interno" também apareceu em Live and Let Die e Moonraker.
Benson considerou que o tema mais óbvio toda a série James Bond era o bem contra o mal. Isto foi cristalizado em Goldfinger com o tema de São Jorge, que chega a ser explicitado durante o romance: "Bond suspirou cansado. Mais uma vez para a brecha, caro amigo! Desta vez realmente foi São Jorge e o dragão. E é melhor que São Jorge se mexa e faça alguma coisa". Black destacou que a imagem de São Jorge é uma personificação inglesa, não britânica.

## Legado

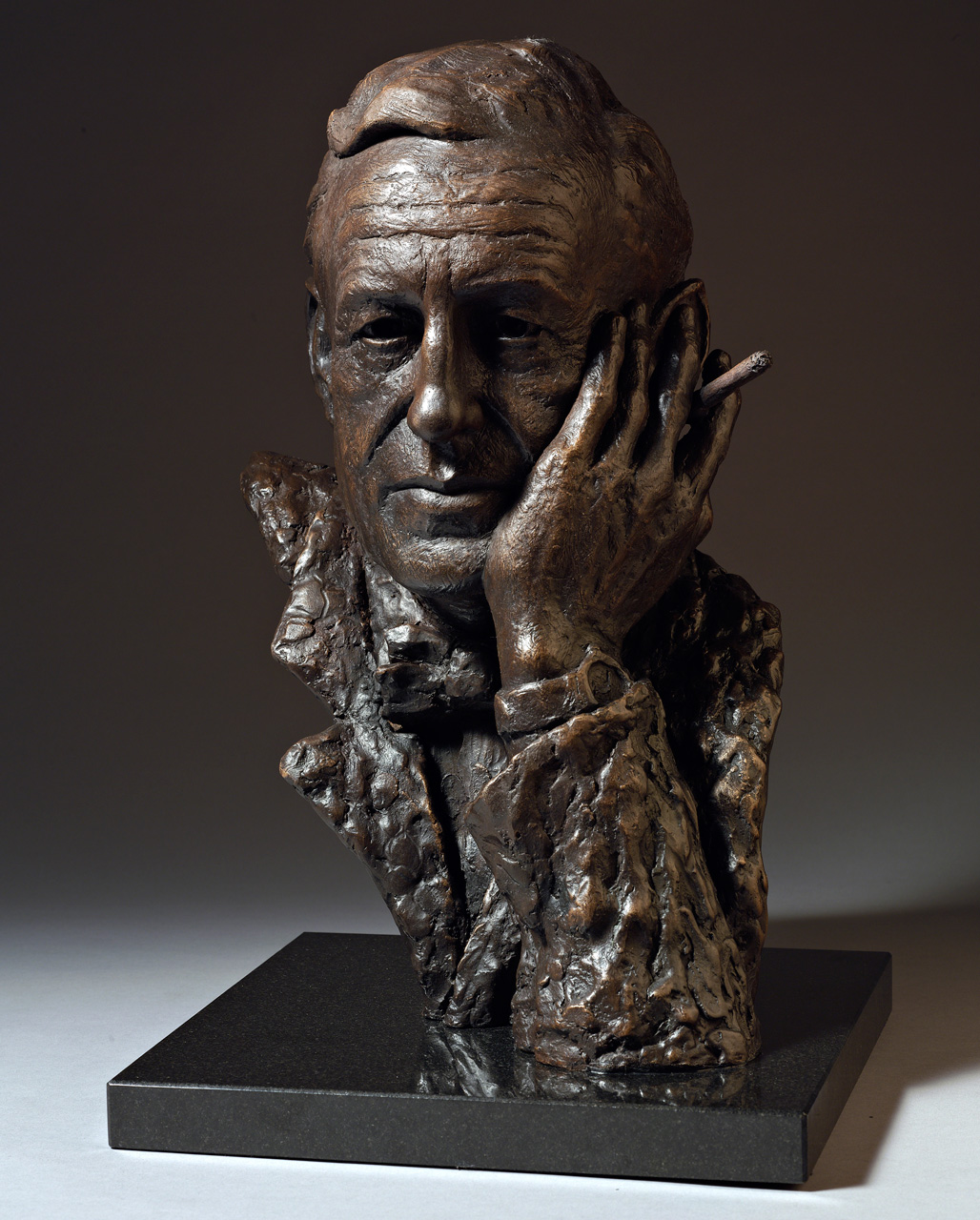
Busto de bronze de Fleming comissionado em 2008 ao escultor Anthony Smith para marcar seu centenário de nascimento

O autor Geoffrey Jenkins sugeriu no final da década de 1950 que Fleming escrevesse um romance de Bond ambientado na África do Sul e lhe enviou uma ideia de enredo que, segundo o próprio Jenkins, Fleming achou que tinha muito potencial. Após a morte de Fleming, Jenkins foi contratado pela Glidrose Productions, detentora dos direitos de Bond, para escrever um novo livro com o personagem, que se chamaria Per Fine Ounce, mas ele nunca foi publicado. O primeiro romance de Bond escrito por outro autor foi Colonel Sun em 1968, escrito por Amis sob o pseudônimo Robert Markham, com vários outros autores continuando a escrever histórias com o personagem pelas décadas seguintes.
Fleming vendeu aproximadamente trinta milhões de livros durante sua vida, com duas vezes esse número sendo vendidos apenas dois anos depois da sua morte. O jornal The Times listou Fleming em 2008 como o décimo quarto em sua lista de "Os 50 maiores escritores britânicos desde 1945". A Ian Fleming Publications lançou em 2002 o Prêmio CWA Adaga de Aço Ian Fleming, apresentado pela Associação de Escritores Policiais para o melhor romance de suspense, aventura ou espionagem publicado no Reino Unido no determinado ano.
A série de filmes da Eon Productions prosseguiu após a morte de Fleming, tendo produzido 25 longas, o mais recente No Time to Die estreou em setembro de 2021. Esses filmes ao todo já arrecadaram mais de 7,8 bilhões de dólares mundialmente na bilheteria, sendo uma das franquias cinematográficas mais bem sucedidas da história. Além dos filmes da Eon, outros dois filmes não oficiais também foram produzidos.
A influência de Bond na cultura popular é evidente em filmes como a série Austin Powers e no personagem Jason Bourne. Fleming se tornou em 2011 o primeiro autor de língua inglesa a ter um aeroporto internacional nomeado em sua homenagem, o Aeroporto Internacional Ian Fleming perto de Oracabessa, na Jamaica, inaugurado pelo primeiro ministro Bruce Golding e por Lucy Fleming. A Biblioteca Lilly da Universidade de Indiana, nos Estados Unidos, abriga uma grande coleção de manuscritos e primeiras edições das obras de Fleming, bem como sua coleção pessoal de livros raros.

## Trabalhos
| - Romances de James Bond - Casino Royale (1953) - Live and Let Die (1954) - Moonraker (1955) - Diamonds Are Forever (1956) - From Russia, with Love (1957) - Dr. No (1958) - Goldfinger (1959) - Thunderball (1961) - The Spy Who Loved Me (1962) - On Her Majesty's Secret Service (1963) - You Only Live Twice (1964) - The Man with the Golden Gun (1965) | - Coleções de contos de James Bond - For Your Eyes Only (1960) - Octopussy and The Living Daylights (1966) - Outras obras - The Diamond Smugglers (1957) - Thrilling Cities (1963) - Chitty-Chitty-Bang-Bang: The Magical Car (1964–1965) |